# Musi (rivière)
Pour les articles homonymes, voir Musi (homonymie).
 (novembre 2023).
Si vous disposez d'ouvrages ou d'articles de référence ou si vous connaissez des sites web de qualité traitant du thème abordé ici, merci de compléter l'article en donnant les références utiles à sa vérifiabilité et en les liant à la section « Notes et références ».
La Musi  (en télougou : మూసీ (mūsī)) est une rivière de 240 km, affluent de la Krishna traversant Hyderabad.
Elle est la principale source d'eau d'Hyderabad qu'elle submergeait de ses eaux jusqu'à la construction de barrages utilisés tant pour la réguler que pour l'approvisionnement en eau de la ville : l'Osman Sagar et le Himayat Sagar.

## Problèmes environnementaux et sanitaires
Depuis la construction du complexe pharmaceutique Hyderabad Pharma City près de la ville de Hyderabad, la Musi subit une importante pollution, engendrée par des rejets de substances chimiques dans la rivière. Cette pollution provoquerait des infections pulmonaires, des fausses couches et des cancers dans la population locale selon la communauté scientifique.